# Siah Cheshmeh
Siah Cheshmeh (en persan : سيه چشمه) est une ville située dans la province d'Azerbaïdjan occidental, dans le nord-ouest de l'Iran. La ville est située non loin de la frontière avec la Turquie.